# Masyw Karabaski
Masyw Karabaski (azer.: Qarabağ yaylası; orm.: Ղարաբաղի բարձրավանդակ, trl.: Gharabaghi bardzravandak, trb.: Gharabaghi barcrawandak) – płaskowyż wulkaniczny w Azerbejdżanie i Armenii, rozciągający się pomiędzy Górami Zangezurskimi i Górami Karabaskimi. Najwyższy szczyt, Dəlidağ, osiąga 3616 m n.p.m. Występują wygasłe wulkany (najwyższy Qızılboğaz, 3581 m n.p.m.). Znaczna część płaskowyżu pokryta jest łąkami subalpejskimi. Rozwinięte pasterstwo.